# Tópart InterCity
A Tópart InterCity egy Budapest-Déli és Nagykanizsa között 2 óránként közlekedő vasúti járat. Téli időszkaban napi 1 csak Fonyódig közlekedik. Téli szezonban a járat Hibrid-IC-ként közlekedik. Nyári szezonban viszont helyjegy és kerékpárhelyjegy foglalása kötelező.

## Történet
2018-as nyári szezontól közlekedik expresszvonatként 2 óránként, illetve a Zágrábba közlekedő 1 pár Gradec gyorsvonattal egyesítve Nagykanizsáig. 2019-től az Agram gyorsvonattal egyesítve közlekedik.
2020. szeptember 28-tól InterCityként közlekedik egész évben.

## Útvonal
A vonat Budapest-Déli pályaudvarról indul Székesfehérvár, Siófok és Fonyód érintésével közlekedik. Lepsényben a 849/850 számú vonat kivételével csak téli időszakban áll meg.

## Megállóhelyei
| Megállóhelyek                                                                    |
| -------------------------------------------------------------------------------- |
| 1. Budapest-Déli                                                                 |
| 2. Budapest-Kelenföld                                                            |
| 3. Székesfehérvár                                                                |
| 4. Lepsény (csak főszezonon kívül, nyári főszezonban csak a 849/850 számú vonat) |
| 5. Balatonaliga (csak a 850 számú vonat)                                         |
| 6. Siófok                                                                        |
| 7. Zamárdi                                                                       |
| 8. Balatonföldvár                                                                |
| 9. Balatonszárszó                                                                |
| 10. Balatonszemes                                                                |
| 11. Balatonlelle                                                                 |
| 12. Balatonboglár                                                                |
| 13. Fonyód                                                                       |
| 14. Balatonfenyves                                                               |
| 15. Balatonmáriafürdő                                                            |
| 16. Balatonszentgyörgy                                                           |
| 17. Vörs                                                                         |
| 18. Zalakomár                                                                    |
| 19. Zalaszentjakab                                                               |
| 20. Nagykanizsa                                                                  |

## Vonatösszeállítás
Vonatösszeállítás 2025. június 21-étől:
| Kocsiszám | Típus                  |
| --------- | ---------------------- |
|           | MÁV V43 villanymozdony |
|           | MÁV V63 villanymozdony |
| 10        | START By/Byee          |
| 8         | START By/Byee          |
| 7         | START By/Byee          |
| 6         | START Byd/Bydee        |
| 5         | START Bpee             |

| Kocsiszám | Típus                     |
| --------- | ------------------------- |
| 31        | MÁV 415 villanymotorvonat |
| 21        | MÁV 415 villanymotorvonat |
| 11        | MÁV 415 villanymotorvonat |